# Novais (São Paulo)
Novais é um município brasileiro do estado de São Paulo. A cidade tem uma população de 4.469 habitantes (IBGE/2024). Novais pertence à Microrregião de Catanduva.

## História

### Formação territorial-administrativa
Histórico da formação do município:
- Distrito criado com a denominação de Vila Novais, no município de Jaboticabal pela Lei nº 1.997, de 18/12/1924.
- Distrito, com a denominação de Novais, transferido para o município de Tabapuã pelo Decreto nº 9.775, de 30/11/1938.
- Município criado pela Lei nº 7.664, de 30/12/1991.

## Geografia
Localiza-se a uma latitude 20º59'32" sul e a uma longitude 48º55'07" oeste, estando a uma altitude de 555 metros. Possui área de 117,8 km².

### Hidrografia
- Rio da Onça

## Demografia

### População
| Crescimento populacional                             | Crescimento populacional | Crescimento populacional | Crescimento populacional |
| Ano                                                  | População Total          |                          | %±                       |
| ---------------------------------------------------- | ------------------------ | ------------------------ | ------------------------ |
| 2000                                                 | 3 225                    |                          | —                        |
| 2010                                                 | 4 592                    |                          | 42,4%                    |
| 2022                                                 | 4 412                    |                          | −3,9%                    |
| Est. 2024                                            | 4 469                    | [ 6 ]                    | 1,3%                     |
| Fontes: Censos Demográficos IBGE e Estimativas SEADE |                          |                          |                          |

### Dados demográficos
Dados do Censo - 2010
População Total: 4.592
- Urbana: 4.181
- Rural: 411
- Homens: 2.479[11]
- Mulheres: 2.113

Densidade demográfica (hab./km²): 38,99
Dados do Censo - 2000
Mortalidade infantil até 1 ano (por mil): 13,79
Expectativa de vida (anos): 72,36
Taxa de fecundidade (filhos por mulher): 2,49
Taxa de Alfabetização: 86,19%
Índice de Desenvolvimento Humano (IDH-M): 0,759
- IDH-M Renda: 0,642
- IDH-M Longevidade: 0,789
- IDH-M Educação: 0,845

(Fonte: IPEADATA)

## Infraestrutura

### Comunicações
O sistema de telefones automáticos, assim como o sistema de discagem direta à distância (DDD) com o código de área (0175), foram implantados pela Telecomunicações de São Paulo (TELESP).
Na década de 90 o código DDD da cidade foi alterado para (017), para padronização do sistema telefônico com a telefonia celular que estava sendo implantada em todo o estado.

## Religião
O Cristianismo se faz presente na cidade da seguinte forma:

### Igreja Católica
- A igreja faz parte da Diocese de Catanduva.[15]

### Igrejas Evangélicas
Entre as igrejas protestantes históricas, pentecostais e neopentecostais, encontram-se na cidade:
- Assembleia de Deus Ministério do Belém.[18][19]
- Congregação Cristã no Brasil.[20]